# Омолой
Омолой — річка в Росії. Протікає територією Евено-Битантайського, Булунського та Усть-Янського улусів Якутії. Названа росіянами за іменем Омолоя — глави юкагирського роду, який жив на цій річці.
Довжина — 593 км, площа басейну — 38,9 тис. км². За площею басейну Омолой займає 8-е місце серед річок Якутії і 37-е — в Росії. Для басейну характерна густа річкова мережа — 0,65 км/км².
У басейні Омолоя проводиться видобуток розсипного золота, що призводе до сильного забруднення вод. На берегах річки розташовані населені пункти — Нами, Сайилик, Керіскє, Хайир.

## Гідрографія
Виток річки розташований у Сієтінденському хребті (система Верхоянського хребта), тече на північ уздовж хребта Кулар, потім виходить на Приморську низовину. Впадає в губу Буор-Хая моря Лаптєвих, утворює естуарій.
Живлення снігове і дощове. У верхів'ях полії. Омолой замерзає в жовтні, скресає на початку червня. Товщина льоду перевищує 150 см. У перші місяці літа відбувається висока повінь, рівень піднімається на 6 м, часті дощові паводки. У гирлі на 60 км проникають наганяння коливання рівня.
Розподіл стоку по місяцях: травень — 2 %, червень — 32 %, липень — 27 %, серпень — 27 %, вересень — 12 %. В іншийі час стоку немає, річка промерзає до дна. Обсяг стоку 4,261 км ³/рік, шар стоку 140 мм. Сток зважених наносів до 2,7 млн т/рік.
Середньорічна витрата води в районі села Нами (352 км від гирла) становить 35,99 м³/с, найбільший (138,59 м³/с) припадає на червень (дані спостережень з 1979 по 1993 рік).
Каламутність води в період відкритого русла незначна — 15-40 г/м³. Мінералізація від 15 до 100 мг/л.

## Дані водного реєстру
За даними державного водного реєстру Росії і геоінформаційної системи водогосподарського районування території РФ, підготовленої Федеральним агентством водних ресурсів:
- Басейновий округ — Ленський
- Річковий басейн — Яна
- Річковий підбасейн — Яна нижче впадіння Адичі
- Водогосподарська ділянка — Річки басейну моря Лаптєвих від межі басейну річки Лени на заході до межі басейну річки Яни на сході

## Притоки
Об'єкти перераховані за порядком від гирла до витоку.
- 7,7 км: Балаган-Айаана
- 13 км: Дьоппон
- 14 км: ЕлгЕс
- 30 км: річка без назви
- 36 км: Барбахчаан
- 41 км: Тенкичеен
- 52 км: Кумах-Айаан
- 58 км: річка без назви
- 66 км: річка без назви
- 80 км: річка без назви
- 85 км: Тонголло
- 96 км: річка без назви
- 108 км: Батар-Юрех
- 114 км: Єфіма
- 114 км: Хайир-Юреге
- 117 км: Бирдьанга
- 127 км: Улахан-Кюйегюллюр
- 130 км: Кюп-Юреге
- 159 км: Биликтиир
- 165 км: річка без назви
- 166 км: Тиилаах
- 170 км: Даласалаах
- 178 км: Василій-Юреге
- 190 км: Аргаа-Юрех
- 208 км: Урасалаах
- 227 км: річка без назви
- 228 км: річка без назви
- 235 км: річка без назви
- 243 км: річка без назви
- 248 км: річка без назви
- 248 км: річка без назви
- 254 км: річка без назви
- 255 км: Кіса-Барии-Юрех
- 258 км: Буор-Юрех
- 279 км: Кураанах-Юрех
- 283 км: Кучаанай
- 287 км: Суордаах
- 287 км: Сенньіере
- 292 км: Кииллаах
- 311 км: Киатанда
- 317 км: Ат-Сеене
- 334 км: Баки
- 338 км: Кіріеннье
- 338 км: Кииллаах
- 388 км: От-Юрех
- 392 км: Лабикта-Салаа
- 394 км: Бьорьольоох
- 398 км: Дайиилаах
- 408 км: Токур-Юрех
- 425 км: річка без назви
- 430 км: річка без назви
- 430 км: Ігірелер
- 433 км: Сіетіндье
- 437 км: річка без назви
- 437 км: Сіс-Юреге
- 439 км: річка без назви
- 447 км: Тайахтаах-Юрех
- 448 км: ІгнатІй-Балаганнаага
- 455 км: річка без назви
- 459 км: річка без назви
- 463 км: річка без назви
- 471 км: річка без назви
- 474 км: Саха-Аартига
- 476 км: річка без назви
- 482 км: річка без назви
- 482 км: Етегелеех
- 485 км: Аата-Суох
- 489 км: Антигиндя
- 502 км: Бухурук
- 502 км: Туора-Юрех
- 505 км: річка без назви
- 521 км: річка без назви
- 537 км: річка без назви
- 540 км: Бугурун
- 553 км: Курунг-Юрех
- 555 км: Чойдоох
- 565 км: Аата-Суох
- 583 км: Аччигий-Чоорхообул